# میثم نوروزی‌تبار
میثم نوروزی‌تبار (زاده ۱۳۶۷ در کازرون) هندبالیست ملی‌پوش ایرانی و آقای گل سی‌امین دوره لیگ برتر هندبال است. وی همچنین کاپیتان تیم هندبال نیروی زمینی شهید شاملی کازرون است.
نوروزی عضو باشگاه هندبال نیروی زمینی شهید شاملی کازرون  است و با این تیم (شهرداری کازرون) به مقام نایب قهرمانی لیگ برتر هندبال ایران در سال ۱۳۹۶ دست یافت . نوروزی همچنین با ۱۲۱ گل، آقای گل سی امین دوره لیگ برتر هندبال در سال ۹۶ می‌باشد .
این بازیکن یکی از محبوب‌ترین بازیکن‌های تیم نیروی زمینی شهید شاملی کازرون است و هواداران به این بازیکن لقب میثم آر پی جی زن داده‌اند.